# Trychosis neglecta

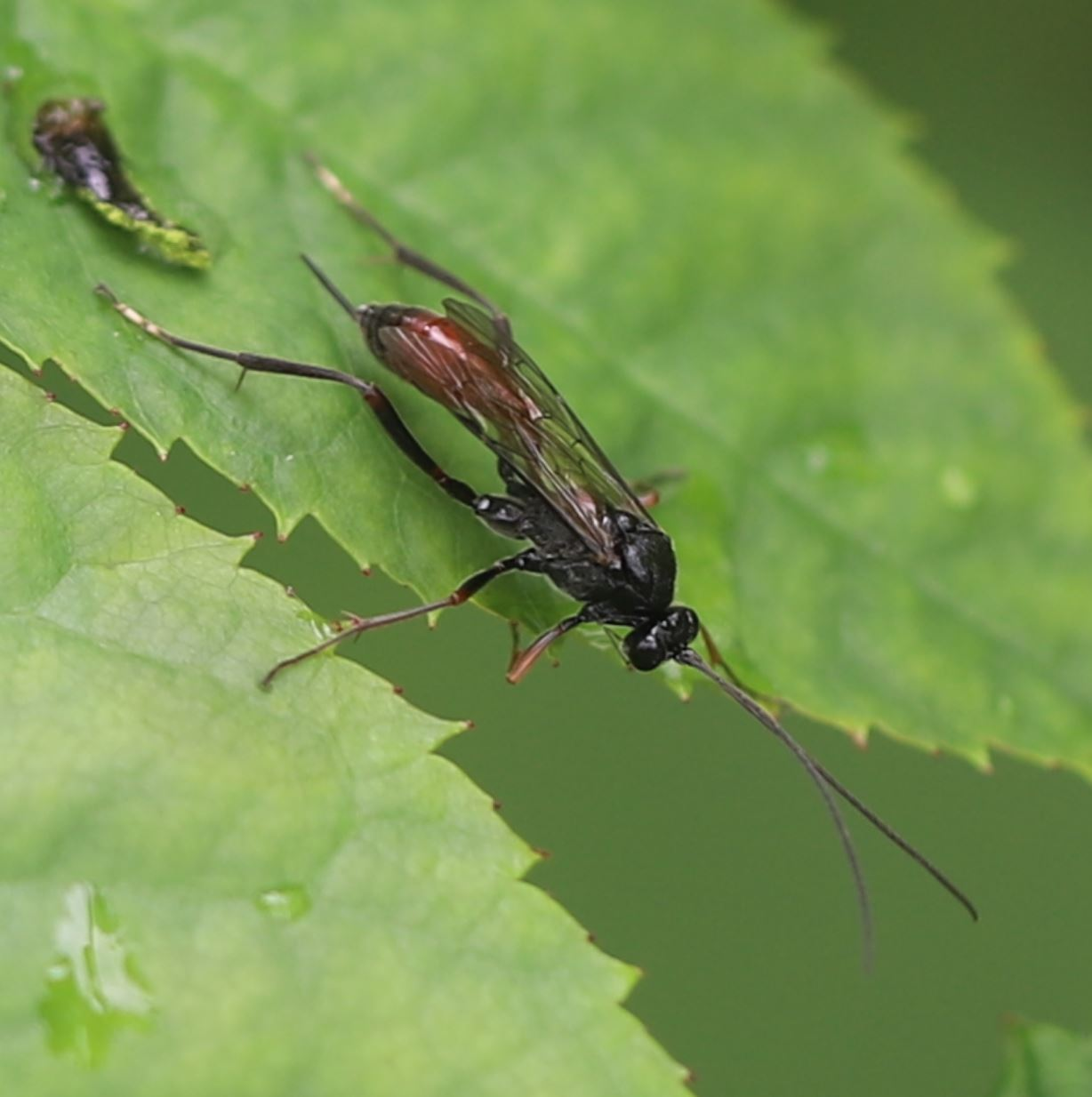

Trychosis neglecta ist eine Schlupfwespe aus der Tribus Cryptini innerhalb der Unterfamilie der Cryptinae. 

## Merkmale
Die Schlupfwespen erreichen eine Länge von etwa 11 mm. Kopf, Thorax und Fühler der Weibchen sind schwarz. Der Thorax weist abstehende graue Härchen auf. Die vorderen Tibien und Tarsen sind rotgelb. Die hinteren Femora, Tibien und Basitarsen sind bräunlich. Die hinteren Tarsenglieder 2, 3 und 4 sind teilweise weiß. Der Petiolus ist dunkel. Die Tergite 2, 3 und 4 sind orangefarben, das Hinterleibsende ist schwarz. Der gerade und leicht nach oben gerichtete Legestachel (Ovipositor) misst etwa 2 mm.
Die Männchen weisen ebenfalls einen schwarzen Kopf und Thorax auf. Die Fühlerglieder 3–7 sind rötlich gefärbt. Die hinteren Tarsenglieder 2, 3 und 4 sind weiß. Der Petiolus ist rötlich. Der Postpetiolus sowie die Tergite 2, 3 und 4 sind orangefarben. Das Hinterleibsende ist bräunlich.

## Verbreitung
Trychosis neglecta kommt in weiten Teilen Europas vor, fehlt jedoch auf den Britischen Inseln. Im Osten reicht das Vorkommen über Kleinasien und den Nahen Osten bis in die Orientalis.

## Lebensweise
Die Schlupfwespenart parasitiert Spinneneikokons, darunter die der Sumpfkrabbenspinne (Xysticus ulmi). Die Schlupfwespen erscheinen ab Mitte Mai. Man beobachtet sie in Heckenbiotopen und an Waldrändern.